# Monica Gschwind
Pour les articles homonymes, voir Gschwind.
Monica Gschwind, née le 17 juin 1963 à Lucerne (originaire de Hölstein), est une personnalité politique suisse, membre du Parti libéral-radical (PLR).
Elle est membre du gouvernement du canton de Bâle-Campagne depuis juillet 2015, à la tête du département de la formation, de la culture et des sports.

## Biographie

### Origine, famille et enfance
Monica Gschwind naît Monica Wehrli le 17 juin 1963 à Lucerne. Elle est originaire de Hölstein, dans le canton de Bâle-Campagne,.
Son père est chauffagiste, puis policier municipal municipal à Zurich et enfin concierge[à vérifier] du Couvent d'Ingenbohl (de) ; sa mère tient le foyer familial.
Elle grandit en Suisse centrale, dans les canton de Lucerne et de Schwytz, déménageant à de nombreuses reprises, de Lucerne à Rickenbach puis à Brunnen.

### Études et parcours professionnel
Après sa scolarité obligatoire, elle fait des études de commerce de 1980 à 1982 au Theresianum Ingenbohl (de),, puis obtient au bout de deux ans un diplôme d'agent fiduciaire à Bâle en 1988,,.
Elle exerce la profession d'employé de commerce à Zoug de 1982 à 1984, puis occupe de 1985 à 1989 un poste d'assistant de révision dans une grande société à Bâle. Elle travaille ensuite pour une société fiduciaire à Bâle avant de créer sa propre entreprise à Hölstein en 1993,.

### Vie personnelle
Mariée à Max Gschwind et mère de deux enfants, elle vit depuis 1985 dans le canton de Bâle-Campagne, d'abord à Binningen puis à Hölstein depuis 1988.

## Parcours politique
Elle adhère à la section de Hölstein du Parti libéral-radical à l'âge de 36 ans. 
Elle est élue en 2000 au Conseil communal (exécutif) de Hölstein et le préside à partir de 2012. Elle siège par ailleurs au Landrat du canton de Bâle-Campagne à partir de 2011, où elle se fait une réputation de spécialiste des questions financières.
Elle est élue le 8 février 2015 au Conseil d'État du canton de Bâle-Campagne, sur un ticket réunissant le PLR, l'UDC et le Parti démocrate-chrétien, en quatrième position (sur cinq élus). Elle prend la place du socialiste Urs Wüthrich (de), qui ne se représentait pas, et boute par la même occasion le Parti socialiste, qui présentait deux candidats, hors du gouvernement pour la première fois depuis 1925. Elle est réélue en 2019, à nouveau en quatrième position. Au cours de ces deux mandats, elle remporte les douze votations relevant de son département.

### Positionnement politique
Elle appartient à l'aile droite de son parti. Son modèle, qui l'a incitée à se lancer en politique, est Franz Steinegger.
Elle est totalement opposée à la fusion des cantons de Bâle-Ville et de Bâle-Campagne.